# Elly Schlein
Elena Ethel Schlein, detta Elly (IPA: /ˈɛlli ˈʃlain/; Lugano, 4 maggio 1985), è una politica italiana con tripla cittadinanza italiana, statunitense e svizzera, segretaria del Partito Democratico dal 12 marzo 2023.
Aderente a varie formazioni di centro-sinistra e di sinistra, è stata europarlamentare per l'Italia nell'VIII legislatura. Candidatasi con una propria lista alle elezioni regionali in Emilia-Romagna del 2020, è stata eletta consigliera regionale all'Assemblea legislativa dell'Emilia-Romagna e ha ricoperto fino al 24 ottobre 2022 la carica di vicepresidente della giunta regionale guidata da Stefano Bonaccini. Alle elezioni politiche del 25 settembre 2022 si candida alla Camera come indipendente nella lista Partito Democratico - Italia Democratica e Progressista, venendo eletta deputata. Nel 2023 si candida alle primarie del Partito Democratico, vincendo la corsa per la segreteria con il 54% dei voti e divenendo la prima donna, nonché la più giovane, alla guida del partito.

## Biografia
Nasce il 4 maggio 1985 a Lugano, nel Canton Ticino (Svizzera). Il padre, Melvin Schlein, è un politologo e accademico statunitense di origine ebraica aschenazita: gli avi paterni di Elly Schlein erano originari di Žovkva, un villaggio vicino a Leopoli, allora parte dell'Impero austro-ungarico e oggi situato in Ucraina. Al loro arrivo a Ellis Island il nonno aveva mutato il cognome originario, "Schleyen", in quello attuale, e il suo nome da Herschel in Harry. Il suo nome unisce quello delle due nonne: la materna Elena e la paterna Ethel, di origine lituana. All'epoca della sua nascita, il padre era professore emerito di scienza della politica e storia presso la Franklin University di Lugano.
La madre è l'italiana Maria Paola Viviani, professoressa ordinaria di diritto pubblico comparato presso la facoltà di giurisprudenza dell'Università degli Studi dell'Insubria, figlia dell’avvocato antifascista Agostino Viviani, che fu senatore del Partito Socialista Italiano e presidente della Commissione Giustizia del Senato e dal 1994 al 1998, membro laico del Consiglio Superiore della Magistratura (CSM) in quota Forza Italia.
Suo fratello è il matematico Benjamin Schlein (1975-) e sua sorella Susanna (1978-) è primo consigliere diplomatico all'Ambasciata italiana ad Atene ed ex-capo della cancelleria consolare dell'ambasciata italiana a Tirana.
Dopo aver conseguito la maturità al liceo cantonale di Lugano nel 2004 con il massimo dei voti, si trasferisce a Bologna, dove nel marzo 2011 si laurea con il massimo dei voti in giurisprudenza, discutendo una tesi di diritto costituzionale e avendo come relatore il professore Andrea Morrone.
Nel 2012 collabora, in qualità di segretaria di produzione, alla realizzazione del documentario Anija - La nave, riguardante l'immigrazione albanese in Italia attraverso il mare Adriatico negli anni '90, vincitore del David di Donatello nel 2013 come miglior documentario.
Nel 2020 Schlein ha dichiarato pubblicamente di essere bisessuale.

### Attività politica

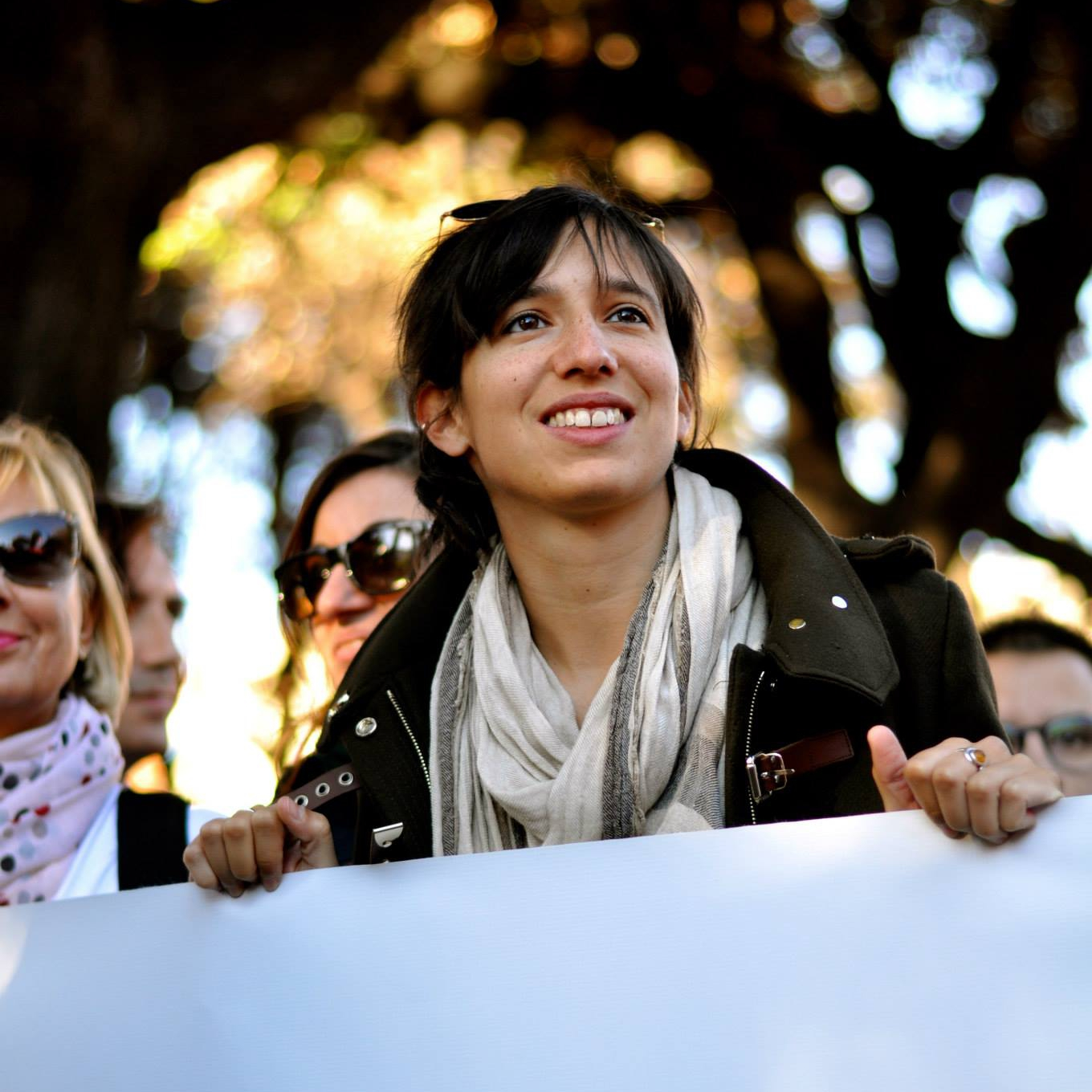
Schlein alla manifestazione contro il Jobs Act del 25 ottobre 2014.

#### Gli inizi
Nel 2008 partecipa a Chicago come volontaria alla campagna elettorale di Barack Obama per le elezioni presidenziali statunitensi di quell'anno; nel 2012, sempre a Chicago, partecipa anche alla campagna di Obama per la sua rielezione alle presidenziali.
Nel 2011 contribuisce a fondare a Bologna l'associazione studentesca universitaria Progrè, che si occupa di approfondire e sensibilizzare l'opinione pubblica sui temi legati alle politiche migratorie e alla realtà carceraria, pubblicando una propria rivista e organizzando, dal 2012 e con cadenza annuale, ProMiGrè, un "festival" con incontri e tavole rotonde con la partecipazione di politici ed esperti.
Ad aprile 2013, dopo l'affossamento della candidatura al Quirinale di Romano Prodi nell'elezione presidenziale, a causa di un centinaio di franchi tiratori, decide con altri di dare vita alla campagna di mobilitazione #OccupyPD, poi sfociata nell'occupazione di numerose sedi del partito, per dare voce al malumore di parte della base giovanile circa la scelta dei vertici nazionali di far nascere il governo Letta con una maggioranza basata sulle larghe intese.
Alle elezioni primarie del Partito Democratico del 2013 aderisce e sostiene la mozione di Pippo Civati, deputato alla Camera ed ex consigliere regionale della Lombardia, che si piazza in terza posizione dietro a Gianni Cuperlo e al sindaco di Firenze Matteo Renzi. Viene comunque eletta nella direzione nazionale del Partito Democratico come esponente della corrente civatiana del partito.

#### Europarlamentare
A febbraio 2014 decide di candidarsi col PD al Parlamento europeo nella circoscrizione Italia nord-orientale, dando vita a una campagna elettorale ribattezzata Slow Foot all'insegna della sostenibilità, lanciando l'hashtag, che presto diventa virale, #siscriveschlein. Alle elezioni europee del 25 maggio risulta eletta europarlamentare con 53 681 preferenze. Nella legislatura è stata vicepresidente della delegazione alla Commissione parlamentare di stabilizzazione e di associazione UE-Albania (D-AL) e membro della commissione per lo sviluppo (DEVE).
A maggio 2015, tramite un post su Facebook, annuncia l'abbandono del PD, in dissenso con la linea politica adottata dal segretario e presidente del Consiglio Matteo Renzi, definendola «di centro-destra», aderendo successivamente a Possibile, partito fondato da Giuseppe Civati.
Dopo la sua prima legislatura al Parlamento europeo, sceglie di non ricandidarsi alle elezioni europee del 2019.

#### Vicepresidente della Regione Emilia-Romagna
Alle elezioni regionali in Emilia Romagna del 2020 Schlein si candida per la lista elettorale "Emilia-Romagna Coraggiosa Ecologista e Progressista" (formata da Articolo Uno, Sinistra Italiana, èViva e diverse realtà politico-associative locali), a sostegno del presidente uscente Stefano Bonaccini, dove raccoglie 22.098 voti di preferenza, distribuiti tra i collegi di Bologna (15 975), Reggio Emilia (3 896) e Ferrara (2 227), risultando la candidata di lista con più preferenze in tutta la storia delle elezioni regionali in Emilia-Romagna (nonostante la sua lista avesse ottenuto solo il 3,77% dei voti), risultando eletta all'Assemblea legislativa dell'Emilia-Romagna.
L'11 febbraio 2020 viene nominata vicepresidente e assessore con deleghe al welfare e al coordinamento di un nuovo Patto per il Clima della giunta regionale dell'Emilia-Romagna presieduta dall'appena rieletto Stefano Bonaccini.
Nel settembre 2020, a poche settimane dal referendum costituzionale sulla riduzione del numero dei parlamentari legato alla riforma Fraccaro avviata dal governo Conte I guidato dalla Lega assieme al Movimento 5 Stelle e ultimato dal governo Conte II rappresentato dalla coalizione tra M5S e PD, Schlein annuncia il suo voto contrario, in dissidenza con la posizione del suo presidente di Regione e con gli alleati del PD, schierati in maggioranza per il sì.
Il 5 febbraio 2021 viene confermata nell'ufficio di presidenza di Green Italia.

#### Deputata nazionale

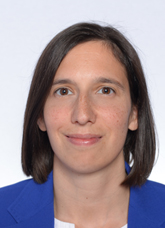
Schlein eletta alla Camera nel 2022

Alle elezioni politiche anticipate del 2022 viene candidata alla Camera dei deputati, come indipendente in posizione di capolista del collegio plurinominale Emilia Romagna 02 tra le liste del Partito Democratico - Italia Democratica e Progressista, risultando eletta, a cui seguono le dimissioni da vicepresidente della Regione il 24 ottobre. Nella XIX legislatura è componente della 1ª Commissione Affari Costituzionali, della Presidenza del Consiglio e interni.

#### Segretaria del Partito Democratico

##### Elezioni primarie

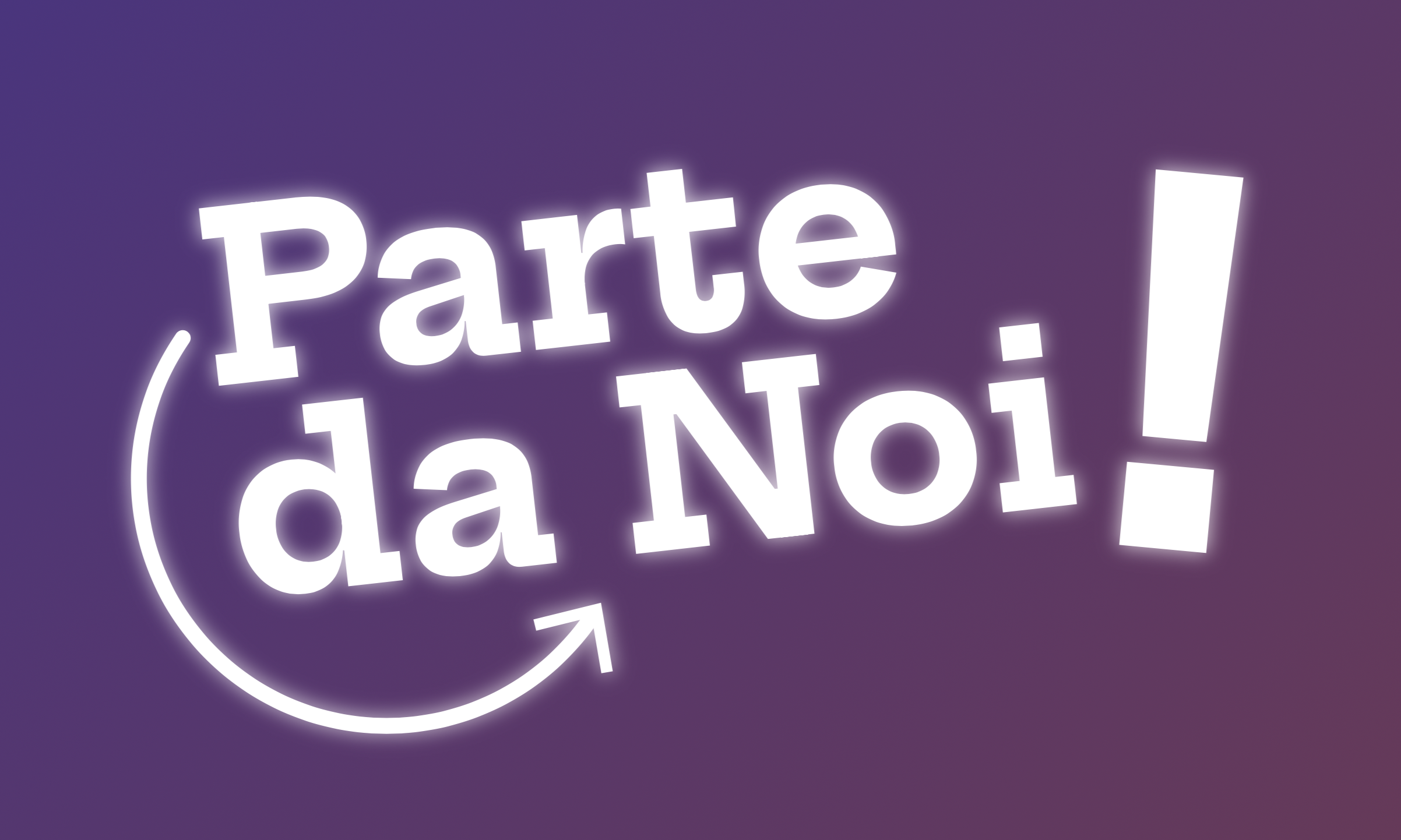
Logo della campagna elettorale per le primarie del 2023

A seguito delle dimissioni di Enrico Letta da segretario nazionale del PD in conseguenza del risultato del partito alle elezioni politiche, l'11 novembre 2022 Schlein annuncia la sua intenzione di candidarsi come nuova segretaria del PD al prossimo congresso nel corso di una diretta Instagram; per questo motivo, sceglie dunque di tornare nel partito dopo sette anni di assenza.
Il 4 dicembre si candida ufficialmente alla segreteria del PD e il 12 dicembre rientra nel partito, aderendovi formalmente.
A inizio febbraio 2023 denuncia attacchi antisemiti nei suoi confronti ma viene a sua volta criticata da Ruth Dureghello, presidente della comunità ebraica romana, per la modalità con cui risponde a tali attacchi.
Nelle votazioni interne ai circoli del PD, riservate agli iscritti, Schlein ottiene 52 637 voti, pari al 34,88%, contro il 52,87% del candidato avversario Stefano Bonaccini, il 7,96% di Gianni Cuperlo e il 4,29% di Paola De Micheli, arrivando così alle primarie aperte insieme a Bonaccini.
Vince le elezioni primarie tenutesi il 26 febbraio, venendo eletta come segretaria del Partito Democratico con 587 010 voti, ossia il 53,75%, contro 505 032 voti, ossia il 46,25%, di Stefano Bonaccini. Per la prima volta nella storia del partito l'esito del voto degli iscritti è stato ribaltato nelle primarie aperte.
È stata eletta ufficialmente nell'Assemblea nazionale del partito il 12 marzo 2023.

##### Elezioni europee del 2024
Nell'aprile del 2024, in vista delle elezioni europee di giugno, Schlein annuncia la propria candidatura come capolista del PD nelle circoscrizioni centrale e insulare, specificando però di voler rinunciare al proprio seggio nel Parlamento europeo in caso di elezione.
Alle elezioni europee dell'8 e 9 giugno il PD ottiene il 24,1% dei voti, aumentando di 5 punti percentuali e guadagnando 250 000 voti rispetto alle elezioni politiche del 2022, consolidando la segreteria di Schlein. Schlein ottiene 171 114 preferenze nella Circoscrizione Italia centrale e 85 487 preferenze nella Circoscrizione Italia insulare.

## Posizioni e idee politiche

### Economia
Schlein sostiene la necessità di contrastare il precariato: è favorevole all'introduzione del salario minimo, alla riduzione dell'orario di lavoro a parità di salario ed è contraria all'abuso dei contratti di lavoro a tempo determinato. È a favore di una diminuzione delle tasse sui redditi da lavoro e a un aumento di quelle da redditi fiscali e immobiliari, oltre a un aumento delle tasse sulle successioni.

### Diritti civili
Schlein si è particolarmente occupata dei diritti delle donne e delle persone LGBT, affermando a tale proposito che in Italia vi sia ancora una società patriarcale. È favorevole alla gestazione per altri, ma su questo tema si dice disponibile al confronto. È a favore dell'eutanasia. Si dichiara inoltre favorevole alla legalizzazione delle droghe leggere. È favorevole alla riduzione dei tempi per la richiesta della cittadinanza italiana da parte degli stranieri residenti in Italia, e nel 2024 ha sostenuto la raccolta firme a favore del relativo referendum del 2025.

### Politica estera
In politica estera, è su posizioni fortemente europeiste, tanto da dichiararsi una federalista europea. Si è dichiarata favorevole all'invio di armi all'Ucraina durante l'invasione russa dell'Ucraina del 2022, pur sostenendo la necessità di trovare una soluzione diplomatica come via d'uscita del conflitto. Per quanto riguarda il conflitto israelo-palestinese, è favorevole alla soluzione dei due Stati.

## Opere
- Elly Schlein, La nostra parte. Per la giustizia sociale e ambientale, insieme, Milano, Arnoldo Mondadori Editore, 2022, ISBN 978-88-04-73075-0.
- Susanna Turco, Elly Schlein, L'imprevista[84], Milano, Feltrinelli Editore, 2024, ISBN 9788807174490.